# 霍尔利夫卡区
霍尔利夫卡区（羅馬化：Horlivskyi raion）是乌克兰顿涅茨克州一个计划成立的区，在2020年7月乌克兰行政区划改革中宣布成立。该区的行政中心为霍尔利夫卡，面积为2,468.4平方公里，人口数量为664,949人（2021年估计）。
该区的领土被俄罗斯占领，俄占当局继续使用2020年之前原有的行政区划，无此区建制。

## 行政區劃
霍尔利夫卡區下分為9個市鎮：
- 霍尔利夫卡市镇 (市級，行政中心：霍尔利夫卡)
- 叶纳基耶韦市镇 (市級，行政中心：叶纳基耶韦)
- 奇斯佳科韦市镇 (市級，行政中心：奇斯佳科韦)
- 沙赫塔尔斯克市镇 (市級，行政中心：沙赫塔爾斯克)
- 斯尼日内市镇 (市級，行政中心：斯尼日內)
- 赫雷斯蒂夫卡市镇 (市級，行政中心：赫雷斯蒂夫卡)
- 德巴利采韋市鎮 (市級，行政中心：德巴利采韦)
- 日丹尼夫卡市镇 (市級，行政中心：日丹尼夫卡)
- 武赫莱希尔斯克市镇 (市級，行政中心：武赫莱希尔斯克)